# Le Dieu nu (roman de Peter F. Hamilton)
Pour les articles homonymes, voir Le Dieu nu.
Le Dieu nu (titre original : The Naked God) est le troisième tome du space opera L'Aube de la nuit, de Peter F. Hamilton, publié en 1999. Il est souvent séparé en deux livres : Résistance et Révélation.
Il raconte surtout l’histoire de Joshua Calvert qui part à la recherche du mythique dieu des Tyrathcas, pensant pouvoir sauver l’Humanité de la possession.